# Agassac
 Agassac  es una población y comuna francesa, en la región de Mediodía-Pirineos, departamento de Alto Garona, en el distrito de Saint-Gaudens y cantón de L'Isle-en-Dodon.

## Demografía
| 199 | 181 | 142 | 119 | 130 | 121 |
| Para los censos de 1962 a 1999 la población legal corresponde a la población sin duplicidades (Fuente: INSEE [Consultar]) |     |     |     |     |     |